# Marcha de banderas
La «Marcha de banderas» es una marcha militar compuesta en 1895 por José Libornio. Actualmente, la marcha está dedicada a la bandera del Perú.

## Historia
La música fue compuesta por el maestro filipino José Sabas Libornio Ibarra en 1895, durante el gobierno constitucional de Nicolás de Pierola ante su preocupación por la interpretación indiscriminada del Himno Nacional en todas las ceremonias derivadas de actos públicos.
Fue estrenada el 9 de diciembre de 1897, día en que se conmemora la Batalla de Ayacucho. Ocho días después, la marcha fue oficializada con el nombre de «Marcha Nacional Peruana». En 1909 durante el gobierno de Leguía, la canción pasó a llamarse como actualmente se le conoce. La «Marcha» es también conocida erróneamente como el «Himno a la bandera».

## Usos y protocolo
La «Marcha de banderas» es entonada, principalmente, al momento de izar la bandera nacional del Perú en diversas ceremonias y diferentes ámbitos, como en cuarteles del Ejército peruano, en buques de la Marina de Guerra del Perú, en puestos fronterizos y en centros de enseñanza, y antecediendo al Himno Nacional. Así mismo se ejecuta a la entrada y salida del Presidente de la República en recintos oficiales y cuando se eleva la hostia consagrada durante las ceremonias religiosas oficiales y Te Deum de Fiestas Patrias.
También es parte de la ceremonia cívico-militar Procesión de la Bandera en la ciudad de Tacna, que conmemora la reincorporación de la provincia de Tacna al Perú.

## Letra
La letra fue creada por el hermano Ludovico María, Hermano de las Escuelas Cristianas y director del Colegio La Salle de Lima, por petición del presidente Manuel Prado Ugarteche.
Arriba, arriba, arriba el Perú
y su enseña gloriosa inmortal,
llevad en alto siempre
la bandera nacional.
Tal la llevaron con gloria y honor,
héroes peruanos de invencible ardor.
Arriba, arriba siempre la bandera nacional.
Es la bandera del Perú,
de blanco y rojo color,
cual llamarada de amor,
que en Ayacucho y en Junín
victoriosa amaneció con el
sol de la Libertad.
Todo peruano ha de sentir,
vibrar en su corazón
amor al patrio pendón,
y bajo sus pliegues luchar,
y si fuera menester
por sus lauros y honor morir.